# Francesco Maria Farnese

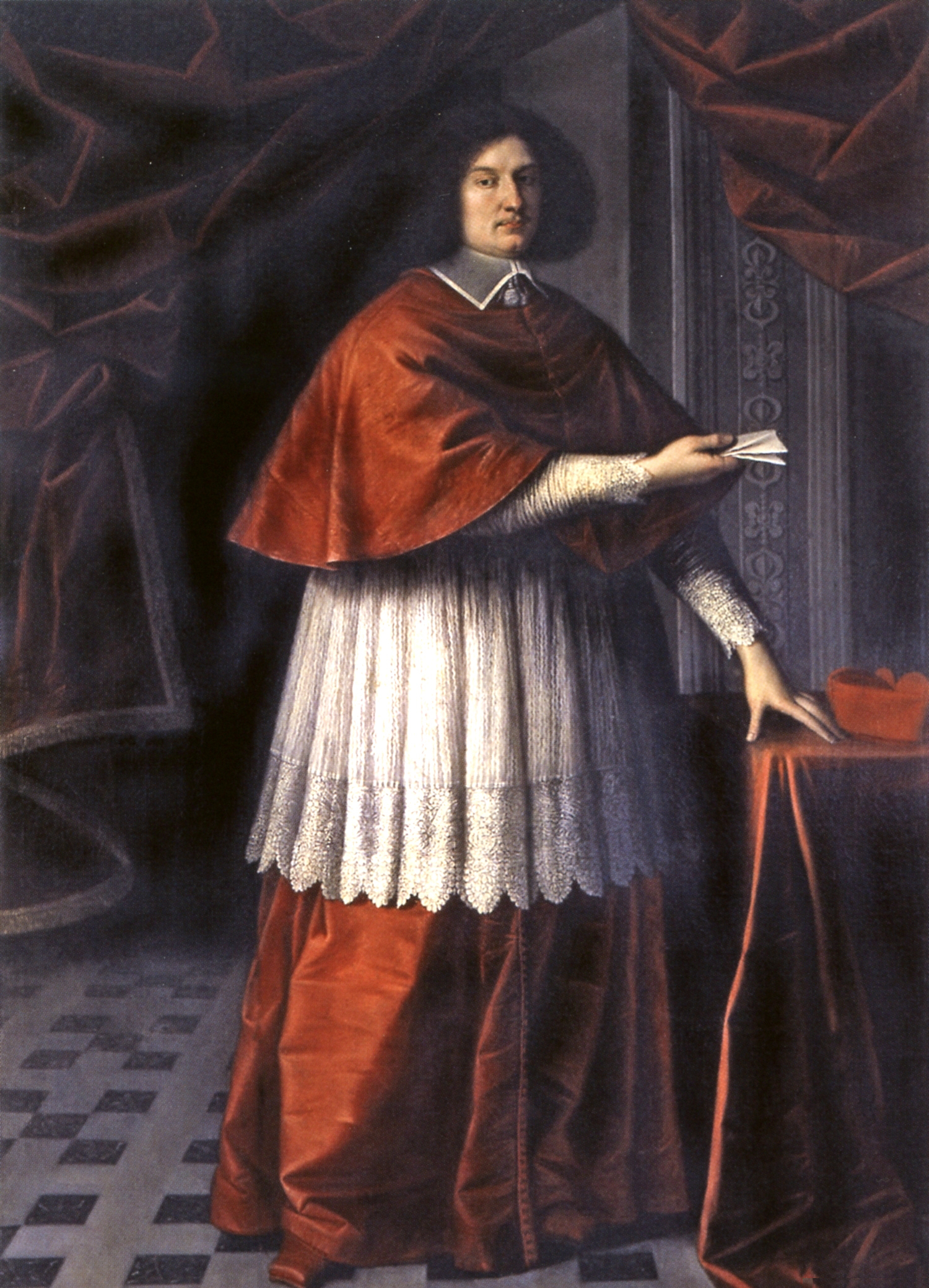
Francesco Maria Kardinal Farnese (Ölgemälde 17. Jh.)

Francesco Maria Farnese (* 8. August 1619 in Parma; † 12. Juli 1647 ebenda) war ein Kardinal aus der Adelsfamilie Farnese.

## Leben
Farnese war der Sohn von Ranuccio I. Farnese, Herzog von Parma, und Margherita Aldobrandini. Sein Vater starb, als Francesco zwei Jahre alt war. Unter Papst Urban VIII. versuchte Francescos Bruder Odoardo I. Farnese die Position seiner Familie im Kardinalskollegium zu stärken und drängte den Papst, neue Kardinäle aus der Farnese-Familie zu ernennen.
Erst dessen Nachfolger Innozenz X. ernannte Francesco Maria Farnese im Konsistorium vom 14. November 1644 zum Kardinal in pectore. Die Ernennung wurde erst am 4. Dezember 1645 bekanntgegeben. Kardinal Farnese nahm seine Titeldiakonie nie in Besitz. In der Endphase des Dreißigjährigen Krieges versuchte Kardinal Farnese ein Gleichgewicht zwischen Frankreich und Spanien zu halten. Nach dem Tod von Herzog Odoardo I. Farnese im Jahr 1646 führten er und Margherita de’ Medici die Regentschaft für seinen noch minderjährigen Neffen Ranuccio II. Farnese. Er starb 1647 nach sechsmonatiger Krankheit mit 27 Jahren in seiner Heimatstadt. Sein Grab befindet sich in der Kapuzinerkirche von Parma.